# Han Ling
Han Ling (chinesisch 韩玲; * 27. Oktober 1985 in Bobai) ist eine ehemalige chinesische Leichtathletin, die sich auf den Sprint spezialisiert hatte. Mit der chinesischen 4-mal-100-Meter-Staffel siegte sie 2006 bei den Asienspielen in Doha und 2010 wurde sie in Teheran Vizehallenasienmeisterin über 60 Meter.

## Sportliche Laufbahn
Erste internationale Erfahrungen sammelte Han Ling im Jahr 2006, als sie bei den Asienspielen in Doha in 23,66 s den vierten Platz im 200-Meter-Lauf belegte und mit der chinesischen 4-mal-100-Meter-Staffel in 44,33 s gemeinsam mit Wang Jing, Chen Jue und Qin Wangping die Goldmedaille gewann. Zudem gewann sie mit der 4-mal-400-Meter-Staffel in 3:33,92 min gemeinsam mit Huang Xiaoxiao, Tang Xiaoyin und Li Xueji die Bronzemedaille hinter den Teams aus Indien und Kasachstan. Im Jahr darauf schied sie bei der Sommer-Universiade in Bangkok mit 25,59 s im Vorlauf über 200 Meter aus und belegte mit der Staffel in 45,77 s den siebten Platz. Anschließend belegte sie bei den Hallenasienspielen in Macau in 7,69 s den vierten Platz im 60-Meter-Lauf. 2008 startete sie mit der 4-mal-400-Meter-Staffel bei den Olympischen Sommerspielen in Peking und kam dort mit 3:30,77 min nicht über den Vorlauf hinaus. Im Jahr darauf gewann sie bei den Ostasienspielen in Hongkong in 24,24 s die Silbermedaille über 200 Meter hinter ihrer Landsfrau Jiang Lan und siegte in 44,69 s mit der 4-mal-100- sowie in 3:37,72 min auch in der 4-mal-400-Meter-Staffel. 2010 gewann sie bei den Hallenasienmeisterschaften in Teheran in 7,55 s die Silbermedaille über 60 Meter hinter ihrer Landsfrau Jiang Lan und 2013 beendete sie ihre aktive sportliche Karriere im Alter von 28 Jahren.
In den Jahren 2006 und 2009 wurde Han chinesische Meisterin im 200-Meter-Lauf sowie 2012 in der 4-mal-100-Meter-Staffel.

## Persönliche Bestzeiten
- 100 Meter: 11,65 s (+0,1 m/s), 5. August 2001 in Shijiazhuang
  - 60 Meter (Halle): 7,49 s, 21. März 2007 in Peking
- 200 Meter: 23,41 s (−0,7 m/s), 7. August 2006 in Shijiazhuang